# Championnat d'Allemagne féminin de football 2023-2024
 (août 2025).
Si vous disposez d'ouvrages ou d'articles de référence ou si vous connaissez des sites web de qualité traitant du thème abordé ici, merci de compléter l'article en donnant les références utiles à sa vérifiabilité et en les liant à la section « Notes et références ».
Navigation
Édition précédente Édition suivante
La Frauen-Bundesliga 2023-2024 est la 51e édition du championnat d'Allemagne féminin de football. Le premier niveau du championnat féminin oppose douze clubs allemands en une série de vingt-deux rencontres jouées durant la saison de football. La compétition débute le 15 septembre 2023 et s'achève le 20 mai 2024. Les trois premières places du championnat sont qualificatives pour la Ligue des champions féminine de l'UEFA alors que les deux dernières places sont synonymes de relégation en 2. Frauen-Bundesliga.
Lors de l'exercice précédent en 2. Bundesliga, le RB Leipzig et le FC Nuremberg ont gagné le droit d'évoluer en première division.
Le Bayern Munich, le VfL Wolfsburg et l'Eintracht Francfort, sur le podium en 2023, sont quant à eux les représentants allemands en Ligue des champions féminine de l'UEFA 2023-2024.

## Participants
| \| Bayern Munich Francfort Wolfsburg Nuremberg Essen Fribourg Hoffenheim Duisbourg Cologne Leverkusen Brême Leipzig \| Localisation des clubs engagés. |
| Bayern Munich Francfort Wolfsburg Nuremberg Essen Fribourg Hoffenheim Duisbourg Cologne Leverkusen Brême Leipzig                                       |

Ce tableau présente les douze équipes qualifiées pour disputer le championnat 2022-2023. On y trouve le nom des clubs, le nom des entraîneurs et leur nationalité, la date de création du club, l'année de la dernière montée au sein de l'élite, leur classement de la saison précédente, le nom des stades ainsi que la capacité de ces derniers.
Légende des couleurs
- Qualifié pour la Ligue des champions 2022-2023.
- Promu de 2. Frauen-Bundesliga.

| Nom du club         | Entraîneur        | DC   | DM   | Cls 2022-2023 | Stade                                      | Capacité     | Nb T. |
| ------------------- | ----------------- | ---- | ---- | ------------- | ------------------------------------------ | ------------ | ----- |
| Bayern Munich       | Alexander Straus  | 1970 | 2000 | 1             | FC Bayern Campus Allianz ArenaA            | 2 500 75 024 | 5     |
| VfL Wolfsburg       | Tommy Stroot      | 1973 | 2006 | 1             | AOK Stadion                                | 5 200        | 7     |
| Eintracht Francfort | Niko Arnautis     | 1973 | 1990 | 3             | Stadion am Brentanobad Deutsche Bank ParkB | 5 650 51 500 | 7     |
| TSG 1899 Hoffenheim | Gabor Gallai      | 2006 | 2013 | 4             | Dietmar Hopp Stadion                       | 6 350        | 0     |
| Bayer 04 Leverkusen | Robert de Pauw    | 2008 | 2018 | 5             | Ulrich-Haberland-Stadion                   | 3 200        | 0     |
| SC Fribourg         | Theresa Merk      | 1975 | 2011 | 6             | Dreisamstadion                             | 24 000       | 0     |
| SG Essen-Schönebeck | Markus Högner     | 2000 | 2004 | 7             | Stadion an der Hafenstrasse                | 20 352       | 0     |
| Werder Brême        | Thomas Horsch     | 2004 | 2020 | 8             | Terrain 11 du Weserstadion                 | 5 500        | 0     |
| 1. FC Cologne       | Daniel Weber      | 1974 | 2021 | 9             | Franz-Kremer-Stadion                       | 5 457        | 0     |
| MSV Duisbourg       | Thomas Gerstner   | 2009 | 2022 | 10            | Schauinsland-Reisen-Arena                  | 31 502       | 1     |
| RB Leipzig          | Şaban Uzun        | 2023 | 2023 | 2.FB          | RB-Trainingszentrum, Rasenplatz 1          | 2 015        | 0     |
| FC Nuremberg        | Thomas Oostendorp | 1988 | 2023 | 2.FB          | Max-Morlock-Stadion                        | 50 000       | 0     |

- A : Le Bayern Munich dispute certains matchs dans l'Allianz Arena comme lors de la 4e journée contre Eintracht Francfort[1].
- B : L'Eintracht Francfort dispute certains matchs au Deutsche Bank Park, comme son premier match à domicile de la saison contre le VfL Wolfsburg[2].

## Compétition

### Classement
Le classement est calculé avec le barème de points suivant : une victoire vaut trois points, le match nul un et la défaite zéro.
Les critères utilisés pour départager en cas d'égalité au classement sont les suivants :
1. différence entre les buts marqués et les buts concédés sur la totalité des matchs joués dans le championnat ;
2. plus grand nombre de buts marqués sur la totalité des matchs joués dans le championnat.

| Rang | Équipe              | Pts | J  | G  | N | P  | Bp | Bc | Diff |
| ---- | ------------------- | --- | -- | -- | - | -- | -- | -- | ---- |
| 1    | Bayern Munich T     | 60  | 22 | 19 | 3 | 0  | 60 | 8  | +52  |
| 2    | VfL Wolfsburg       | 53  | 22 | 17 | 2 | 3  | 67 | 19 | +48  |
| 3    | Eintracht Francfort | 44  | 22 | 14 | 2 | 6  | 42 | 25 | +17  |
| 4    | SG Essen-Schönebeck | 35  | 22 | 10 | 5 | 7  | 33 | 26 | +7   |
| 5    | TSG Hoffenheim      | 34  | 22 | 10 | 4 | 8  | 43 | 35 | +8   |
| 6    | Bayer 04 Leverkusen | 31  | 22 | 7  | 7 | 7  | 34 | 25 | +9   |
| 7    | Werder Brême        | 28  | 22 | 8  | 4 | 10 | 34 | 31 | +3   |
| 8    | RB Leipzig P        | 26  | 22 | 7  | 5 | 10 | 26 | 41 | -15  |
| 9    | SC Fribourg         | 24  | 22 | 6  | 6 | 10 | 26 | 44 | -18  |
| 10   | 1. FC Cologne       | 18  | 22 | 5  | 3 | 14 | 25 | 43 | -18  |
| 11   | FC Nuremberg P      | 15  | 22 | 4  | 3 | 15 | 16 | 61 | -45  |
| 12   | MSV Duisbourg       | 4   | 22 | 0  | 4 | 18 | 16 | 64 | -48  |

Qualifications européennes
Ligue des champions 2024-2025
- 1er : phase de groupes
- 2e : deuxième tour de qualification
- 3e : premier tour de qualification

Relégation en 2. Frauen-Bundesliga
- 11e et 12e : relégation

Abréviations
- T : Tenant du titre
- C : Vainqueur de la Coupe d'Allemagne 2023-2024
- P : Promus de 2. Frauen-Bundesliga

## Bilan de la saison
| Championnat d'Allemagne féminin de football 2023-2024 |                          |
| Champion                                              | Bayern Munich (6e titre) |
| Dauphin                                               | VfL Wolfsburg            |
| Coupes et trophées                                    |                          |
| Vainqueur de la DFB-Pokal Frauen 2023-2024            | VfL Wolfsburg            |
| Qualifications continentales                          |                          |
| Ligue des champions 2024-2025                         | Bayern Munich            |
| Ligue des champions 2024-2025                         | VfL Wolfsburg            |
| Ligue des champions 2024-2025                         | Eintracht Francfort      |
| Promotions et relégations                             |                          |
| Promus en Frauen-Bundesliga                           | 1. FFC Turbine Potsdam   |
| Promus en Frauen-Bundesliga                           | FC Carl Zeiss Iéna       |
| Relégués en 2. Frauen-Bundesliga                      | 1. FC Nuremberg          |
| Relégués en 2. Frauen-Bundesliga                      | MSV Duisbourg            |